# Saint-Aubin (Essonne)
Saint-Aubin é uma comuna francesa na região administrativa da Ilha-de-França, no departamento de Essonne. Estende-se por uma área de 3,57 km². Em 2010 a comuna tinha 723 habitantes (densidade: 202,5 hab./km²).
Seus habitantes são chamados Saint-Aubinois.